# Anomis thermodes
Anomis thermodes är en fjärilsart som beskrevs av Oswald Beltram Lower 1903. Anomis thermodes ingår i släktet Anomis och familjen nattflyn. Inga underarter finns listade i Catalogue of Life.